# Coupleur (optique)

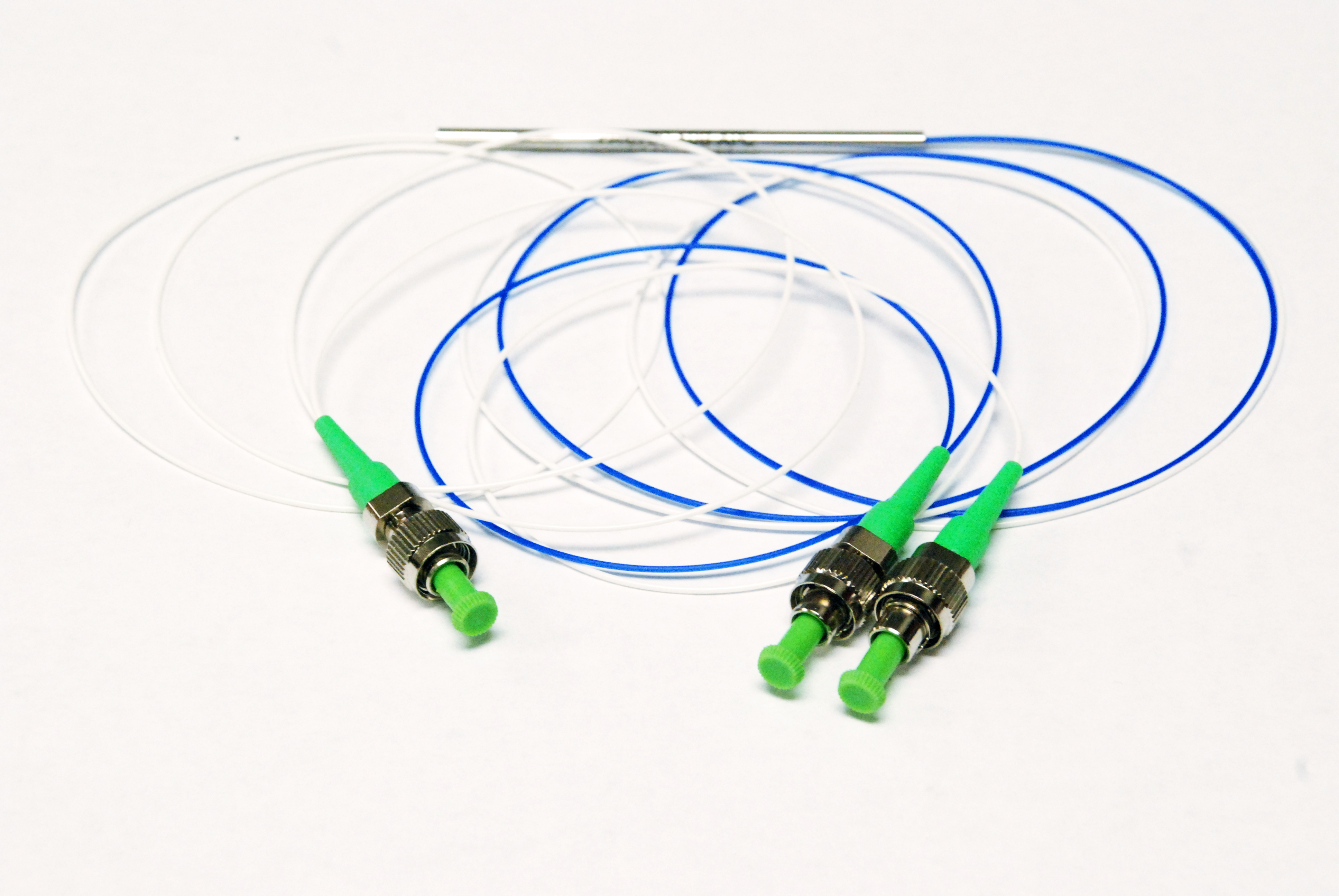
Exemple d'un coupleur fibré en «Y»: une entrée, deux sorties.

En optique, un coupleur est un dispositif fibré reliant une ou plusieurs entrées à une ou plusieurs sorties. Il permet par exemple de mélanger deux signaux, de séparer un signal en deux ou bien faire les deux à la fois. La répartition de la puissance entre les différentes sorties dépend en général de la longueur d'onde et de la polarisation du signal d'entrée. 

## Principe du coupleur
Lorsqu'on travaille dans l'espace libre, il existe des composants qui permettent de séparer un faisceau lumineux en deux ou de combiner plusieurs faisceaux en un seul. Par exemple, la lame séparatrice permet de diviser un faisceau lumineux en deux en réfléchissant une partie et en réfractant l'autre. Elle permet également de rassembler deux faisceaux différents en un seul par le même principe. Parce que mélanger ou séparer deux signaux est nécessaire pour de nombreuses expériences optiques, il existe beaucoup de composants différents (miroirs semi-réfléchissants, axicons, etc.) qui permettent de le faire.
Les coupleurs permettent de combiner et séparer des faisceaux fibrés. Ils transforment les signaux en termes de puissance et ne permettent pas, par exemple, d'isoler certaines fréquences comme le ferait un multiplexeur optique. Ils sont généralement spécifiés pour une plage de longueurs d'onde relativement étroite (quelques dizaines de nanomètres pour les plus larges).
Les coupleurs les plus fréquemment utilisés en optique présentent une entrée et deux sorties (structure « 1 par 2 », ou en « Y », appelée tee coupler, coupleur en té en anglais), ou bien deux entrées et deux sorties (structure « 2 par 2 », ou en « X », appelée star coupler, coupleur en étoile en anglais).  
Les coupleurs sont des éléments clés des montages optiques fibrés. Par exemple, la division de signal est l'une des opérations les plus utilisées dans le domaine des télécommunications avec des fibres optiques. D'autre part, la capacité à mélanger ou séparer des signaux avec des fibres permet de réaliser des montages d'interférométrie et de mélange hétérodyne entièrement fibrés.

### Coupleur en Y
Pour les télécommunications optiques, ce sont surtout les coupleurs en « Y » qui sont utilisés, en particulier pour fabriquer des intersections entre un bus et un terminal. Néanmoins, les importantes pertes qui ont lieu à chaque intersection (division du faisceau incident, perte aux interfaces des fibres et pertes à l'intérieur du coupleur) empêchent ce système d'être utilisé sur un grand nombre de connexions[réf. souhaitée]. D'autre part, le système complet doit pouvoir accepter une grande gamme dynamique car les différences de puissances à la sortie d'un coupleur en début de bus et en fin de bus peuvent être assez grandes (de l'ordre de 30 dB pour dix coupleurs 90/10 alignés).

### Coupleur en X
Les coupleurs en étoile sont fréquemment utilisés en laboratoire d'optique car ils sont très précis sur la division en intensité et sur la conservation de la phase. Ils résistent particulièrement bien aux petites variations de longueur d'onde. Cependant, lorsque le nombre de branches est faible, leurs pertes internes sont assez importantes (supérieures à 1 dB). Il est toutefois possible de trouver des coupleurs en X ayant de très faibles pertes internes, mais la seule technologie permettant de les réaliser est celle des guides d'ondes planaires couplés. Dans ce cas, ils deviennent très sensibles aux variations de longueur d'onde. Ils sont également très utilisés en télécommunication. Les coupleurs sensibles à la longueur d'onde sont par exemple utilisés pour le multiplexage optique, plus connu sous le nom de phasar.

## Fabrication

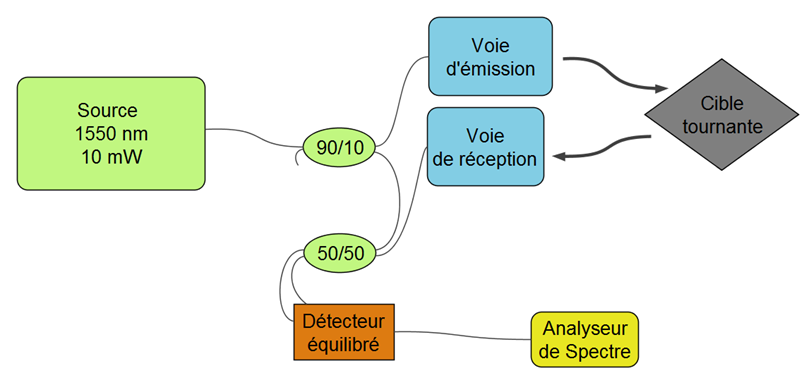
Schéma d'un LIDAR fibré homodyne utilisant deux coupleurs.

La plupart des coupleurs sont des « boîtes noires » pour l'utilisateur et la connaissance de leur structure intervient peu dans leur utilisation. Néanmoins, on distingue les coupleurs ayant des prises femelles et les coupleurs ayant des prises mâles (plus fréquents). Ce second type est plus flexible car il permet de choisir un type particulier de connecteurs. D'autre part, les connecteurs sont dans ce cas des bouts de fibre que l'on peut dérouler, cela permet de travailler sur de plus grands espaces. 
- Coupleurs fusionnés. Dans le cas de coupleurs en étoile, plusieurs fibres sont torsadées avant d'être fondues ensemble. Il est également possible par cette technique de faire un coupleur réflectif. La distance fondue est typiquement de l'ordre de 2,5 mm[2]. Si toutes les fibres impliquées sont monomodes, alors le coupleur est limité en matière de performances. En particulier, il n'est pas possible de combiner deux entrées de même fréquence optique dans un coupleur monomode sans s'exposer à de fortes pertes de puissance. Cependant, cette limite n'apparaît pas lorsqu'on injecte plusieurs longueurs d'onde : pour ces cas, il existe des coupleurs spécifiques limitant les pertes. Cette méthode permet également de faire des coupleurs à maintien de polarisation[4].
- Guide d'ondes planaires. Il est également possible de réaliser des coupleurs optiques en utilisant des guides d'ondes planaires. Ces guides sont généralement réalisés par photolithographie sur un substrat de silice, de manière analogue à la conception de semi-conducteurs classiques. Le guide d'ondes déposé sur le substrat est d'indice de réfraction supérieur à celui du substrat de manière à assurer le guidage par réflexion totale. Ces coupleurs fonctionnent par séparation en Y : la répartition des puissances dans les deux bras fils dépend directement de l'angle qu'ils font avec le bras mère. Ainsi, si les deux angles sont égaux, on aura un coupleur 50/50[2].
- Couplage par ondes évanescentes. Il est également possible d'utiliser les propriétés de rayonnement en champ proche des fibres pour effectuer un couplage entre elles. En approchant très près deux fibres parallèles, on observe un transfert périodique de la puissance : la répartition de puissance en sortie de coupleur dépend uniquement de la distance sur laquelle les deux fibres ont été couplées[2].

## Exemples d'application

Schéma d'un résonnateur fibré faisant intervenir un coupleur en «X» (au point 4).

### Télécommunications
En télécommunications, les coupleurs sont largement utilisés pour relier des terminaux au bus principal. 

### Interférométrie
Les coupleurs sont les équivalents fibrés des séparatrices. Ainsi, ils sont particulièrement utilisés dans les montages optiques impliquant la séparation de faisceaux tels que l'interférométrie. De plus, ils sont souvent utilisés pour la fabrication de Lidars cohérents ou les expériences de tomographie.

### Résonateurs fibrés
La manière dont est séparée la lumière par un coupleur est très sensible à la longueur d'onde. Ainsi, lorsque cette différence est maîtrisée, on peut également utiliser les coupleurs comme miroir dichroïque. Par exemple, dans un résonateur fibré, on peut utiliser un coupleur pour injecter la pompe dans l'anneau. Un autre coupleur peut être utilisé pour récupérer le signal en éliminant la pompe.

### Additions de fréquences
Les coupleurs peuvent également être utilisés pour coupler plusieurs diodes lasers différentes à une seule et même fibre. Il s'agit souvent dans ce cas de transporter un maximum de puissance et donc de combiner plusieurs sources.